# Dukai Géza
Dukai Géza (Berhida, 1956. május 29. – 2006. február 1.) háromszoros paralimpiai bajnok, világbajnoki és Európa-bajnoki ezüstérmes úszó, az első mozgáskorlátozott, aki átúszta a Balatont.

## Korai évei
A Veszprém megyei Berhidán született és nőtt fel. Gyermekkorában tanult meg úszni, hamar kiderült, hogy jó adottságai vannak ehhez a sporthoz. Mint minden helyi fiatal, a birkózásba is belekóstolt, nem is eredménytelenül, serdülő, majd ifjúsági korosztályban területi bajnoki címet szerzett tanulás mellett is. 
1973-ban tett szakmunkásvizsgát, majd a Peremartoni Vegyipari Vállalatnál helyezkedett el.
1975 októberében szenvedett rendkívül súlyos közlekedési balesetet, motorjával vonatnak ütközött, melynek következtében mindkét lábát combban elveszítette. 
Az 1976-os esztendő a rehabilitáció jegyében telt számára, majd az elkövetkezendő néhány évben több sportágat is kipróbált.

## Sportolói pályafutása

### Úszás
A 80-as évek elején kezdett úszással foglalkozni. 1982-ben kísérelte meg először átúszni a Balatont, mely végül első magyar fogyatékkal élőként 1985-ben sikerült neki. Ugyanebben az évben átúszta a Velencei-tavat is,  majd a nemzetközi Agria-kupán három érmet szerzett, 50 m mellen ezüstérmes lett, 50 m pillangón bronzérmet szerzett, míg 100 m mellen a férfiak között a legjobbnak bizonyult. 
A világversenyeken A1-es, majd az 1990-es kategória-módosítást követően SB5 sérültségi kategóriában versenyzett. Az úszócsapat tagjaként részt vett az 1984-es New York-i paralimpián, ahol három számban – 100 m mellen, 100 pillangón és 200 m vegyesen – is diadalmaskodni tudott, mindháromban világcsúccsal. Emellett 100 gyorson bronzérmet szerzett, így egy paralimpián szerzett négy érmével lett mindmáig az egyik legeredményesebb magyar paralimpikonok egyike. Az 1986-os göteborgi világbajnokságon két számban győzött. Két évvel később, Szöulban két számban, 100 gyorson és 100 mellen állhatott dobogóra, mindkét alkalommal harmadik lett. 1990-ben, a hollandiai Assenben rendezett világbajnokságon ezüstérmet szerzett, majd egy évre rá 100 méter mellen megismételte ezt a teljesítményt a mozgáskorlátozottak számára rendezett Európa-bajnokságon Barcelonában.

### Más sportágakban
Az úszás mellett több más vizes sportágban is jeleskedett.
Hazánkban az első hivatalos triatlonversenyt 1985-ben rendezték, melynek úszószámában indult. 1988-ban, az egyik váltócsapat tagjaként, mint olimpiai kerettag, újfent az úszószámot teljesítette, mellyel az élmezőnyben végzett.
1996-ban, a Dunaújvárosban megrendezett quadratlon Európa-bajnokságon kajakozóként vett részt. Kajakkal megkerülte a Szentendrei-szigetet is.
Ezenkívül kipróbálta magát tekében, ülőröplabdában és tájékozódási autóversenyzésben is.

## Eredményei
- Háromszoros paralimpiai bajnok (1984)
- Kétszeres paralimpiai bronzérmes (1988)
- Kétszeres világbajnok (1986)
- Világbajnoki ezüstérmes (1990)
- Európa-bajnoki ezüstérmes (1991)

## Családja
Fia, Dukai Zsolt.

## Díjai, elismerései
- Az Év Mozgássérült Férfi Sportolója (Ligeti Vilma-díj) (1985)
- Paralimpiai Érdemérem (posztumusz) (2007)

## Halála
Életének 50. évében, 2006. február 1-jén hunyt el. A Paralimpiai Bizottság saját halottjának tekintette.